# Albert Multer
Albert Multer (* 21. August 1904 in Niederlustadt; † 28. Februar 1975 in Landau) war ein deutscher Fußballschiedsrichter.

## Leben
Albert Multer wurde 1904 in Niederlustadt, heute Lustadt, als Sohn eines Postbeamten geboren. Als ältestes von vier Kindern wuchs er zusammen mit seinen beiden Brüdern und seiner Schwester in dem damals noch zu Bayern gehörenden Dorf in der Südpfalz auf. Er besuchte die örtliche Volksschule und später eine weiterführende Schule, wo er Anfang der 1920er Jahre die allgemeine Hochschulreife erwarb. Von 1927 an arbeitete er als Rechtsanwaltsgehilfe, doch nach dem Suizid seines jüdischen Arbeitgebers 1934 wurde er zunächst fachfremd in einer Weingroßhandlung angestellt. Im Jahr darauf begann er dann eine bescheidene Karriere beim Arbeitsamt Landau, zunächst als Hilfs-, bald danach als Fachvermittler für Metallberufe bzw. zuletzt für den Bereich Land- und Forstwirtschaft. 1944 wurde ihm die Leitung der Außenstelle in Edenkoben übertragen.
Multer, der drei Kinder hatte, beantragte am 26. Mai 1937 die Aufnahme in die NSDAP und wurde rückwirkend zum 1. Mai desselben Jahres aufgenommen (Mitgliedsnummer 5.040.133). Er fungierte dort von November 1937 bis April 1943 als Zellenleiter. Danach war er bis Ende November 1944 kommissarischer Organisations- und Propagandaleiter. Am 18. September 1945 wurde er in Landau inhaftiert und nach anderthalb Jahren, am 17. Mai 1947, entlassen. Multer sprach von einer „Denunziation“. Die Spruchkammer in Neustadt an der Haardt stufte ihn am 11. November 1949 als Mitläufer ein, weil er ihrem Urteil zufolge „weder im Arbeitsamt noch in der Öffentlichkeit“ politisch in Erscheinung getreten und außerdienstlich „in seiner sportlichen Betätigung als Fußballschiedsrichter“ aufgegangen sei. Von einer finanziellen Sühneleistung sah das Gericht mit Rücksicht auf Multers wirtschaftliche Verhältnisse, da er durch einen Bombenangriff sein Eigentum verloren hatte, und die Internierung ab.

## Sportlicher Werdegang
Albert Multer war schon im Jugendalter als Fußballschiedsrichter im Einsatz. Unmittelbar nach dem Ende des Ersten Weltkriegs, als der reguläre Spielbetrieb in Deutschland wieder aufgenommen wurde, war der Bedarf an Schiedsrichtern groß, waren doch etliche ihrer Zunft auf den Schlachtfeldern Europas umgekommen. Mit Beginn der 1930er Jahre übertrug man ihm Spiele der Bezirksliga Rhein-Saar. Bezirksligen stellten vor Einführung der Gauliga 1933 die höchste deutsche Spielklasse dar. Ihre Meister trugen alljährlich im Frühjahr die deutsche Meisterschaft nach dem KO-System aus.
Die Einführung der zunächst 16 Gauligen durch die nationalsozialistische Sportführung mit Beginn der Saison 1933/34 erweiterte auch Multers Einsatzgebiet, betraute man ihn doch bald mit Partien in den drei benachbarten Gauligen Südwest, Baden (10 Partien bis 1940) und Württemberg. Darüber hinaus leitete er – beginnend mit der Begegnung des VfR Mannheim gegen VfR Köln 04 (2:3) am 7. April 1935 – auch Spiele der Endrunde zur deutschen Meisterschaft sowie des 1935 erstmals deutschlandweit ausgetragenen Pokalwettbewerbs. Multer pfiff etwa am 10. November 1935 das Viertelfinale, in dem der SV Waldhof Mannheim die Dresdner Sportfreunde mit 1:0 besiegte. Das Pokalspiel zwischen Waldhof und dem VfL Osnabrück (4:0) am 10. Dezember 1939 gilt als sein 600. Spiel als Unparteiischer. In diesem, nach dem nationalsozialistischen Reichssportführer Hans von Tschammer und Osten benannten, Wettbewerb leitete er 1939 und 1941 jeweils ein Achtelfinale sowie am 17. Oktober 1943 das Halbfinale des FC Schalke 04 gegen Vienna Wien (2:6). Ein Höhepunkt seiner Schiedsrichterlaufbahn war seine Berufung für das Pokalendspiel 1942, das der TSV 1860 München am 15. November 1942 vor ca. 80.000 Zuschauern im Berliner Olympiastadion mit 2:0 gegen den amtierenden deutschen Meister aus Schalke gewann. Dem Referee attestierte man dabei eine „sehr korrekte“ Spielleitung, der nichts entgangen sei. Besonders zu erwähnen sind auch die beiden Halbfinalspiele um die deutsche Meisterschaft am 14. Juli 1940 zwischen Rapid Wien und dem Dresdner SC (1:2 n. V.) bzw. am 4. Juni 1944 zwischen dem Dresdner SC und dem 1. FC Nürnberg (3:1), in denen Multer als Unparteiischer eingesetzt war.
Das Jahr 1942 war ohnehin der Höhepunkt in Multers Schiedsrichterlaufbahn, hatte er doch bereits am 14. Juni das Länderspiel Ungarn gegen Kroatien in Budapest geleitet. Schon 1940 war er zum Fachamtsleiter in der Südpfalz ernannt und mit dem großen Ehrenbrief des nationalsozialistischen Reichsbunds für Leibeserziehung ausgezeichnet worden. Und noch im November 1942 gehörte er neben Peco Bauwens, Robert Beinlich, Fritz Bouillon, Helmut Fink, Adolf Miesz, Alois Pennig, Wilhelm Raspel, Adolf Reinhardt, Fritz Rühle, Gerhard Schulz und Egon Zacher zu den zwölf der FIFA gemeldeten deutschen Schiedsrichter für Länderspiele – wiewohl der Krieg weitere Einsätze des Pfälzers verhinderte.
Auch im Wettbewerb um den Reichsbundpokal, an dem die Repräsentativmannschaften der Sportgaue des nationalsozialistischen Reichsbundes für Leibesübungen teilnahmen, war Albert Multer als Schiedsrichter im Einsatz. So leitete er etwa in der Spielzeit 1938/39 das Halbfinale zwischen den Auswahlmannschaften Württembergs und Schlesiens (1:2) am 5. Februar 1939 in Stuttgart.
Nach dem Krieg und seiner Haftentlassung war Albert Multer, der anfänglich für den VfR Landau, später dann für den FK Pirmasens und zuletzt für den 1946 neu entstandenen ASV Landau antrat, maßgeblich am Wiederaufbau des Schiedsrichterwesens im Südwesten beteiligt. Dabei pfiff er bis 1954 selbst noch insgesamt 29 Spiele in den Oberligen Süd und Südwest, zuletzt die Begegnung zwischen dem 1. FC Saarbrücken und Wormatia Worms (0:3) am 5. Dezember 1954. Berufungen zu Endrundenspielen erhielt er nach dem Krieg allerdings nicht mehr. Doch war er noch bis Ende der 50er Jahre in unteren Klassen aktiv.
Albert Multer starb im Alter von 70 Jahren im Landauer Krankenhaus an einem Herzinfarkt.